# Addisoniinae
Addisoniinae is een onderfamilie van weekdieren uit de klasse van de Gastropoda (slakken).

## Geslacht
- Addisonia Dall, 1882